# Africká fialka
Africká fialka (Saintpaulia) je pokojová rostlina, která byla objevena na svazích dnešní Tanzanie v roce 1892. Za dobu od objevení bylo vyšlechtěno odhadem kolem 20 000 odrůd.
Výhodou této rostliny je její nenáročné pěstování a snadné množení. Lze ji pěstovat při pokojových teplotách po celý rok i v bytech s ústředním topením.

## Původ
Africkou fialku objevil baron Walter von Saint Paul-Illaire v Tanzanii. Baron sebrané africké fialky poslal do Německa svému otci, který je předal Hermannu Wendlandovi, řediteli Královské botanické zahrady v Herrenhausenu. Wendland jako první africkou fialku zařadil do čeledi podpětovitých (Gesneriaceae) a pojmenoval rodovým názvem Saintpaulia na počest Saint Paulovy rodiny.
O rok později byly fialky vystavovány na mezinárodní zahradnické výstavě v Belgii. Ve 20. století se dostaly africké fialky do Spojených států, kde se začaly pěstovat ve velkém. Později začaly vznikat i kluby a společnosti amatérských pěstitelů afrických fialek. Tyto rostliny zaujaly velké množství lidí na celém světě a například jen Finsko ročně vyprodukuje a prodá milion rostlin.

## Popis
Rostlina dorůstá výšky 10–15 cm a průměru nejčastěji 20–40 cm (největší odrůdy mohou dosahovat průměru až 60 cm, miniaturní jen 6–15 cm a mikrominiaturní méně než 6 cm).
Listy africké fialky jsou křehké a pokryté jednoduchými chlupy. Některé druhy vytvářejí přízemní listovou růžici. Obvyklé jsou také rostliny s větvenou lodyhou. Základní tvar listu je srdčitý či vejčitý s tupou špičkou. Listy mohou být vroubkované, celokrajné nebo lžícovitě prohnuté. Fialky mohou mít i různé barvy listů. Nejčastěji nacházíme listy v mnoha různých odstínech zelené, avšak může se na nich objevovat i barva bílá, žlutá, béžová, růžová či na rubové straně vínově červená.

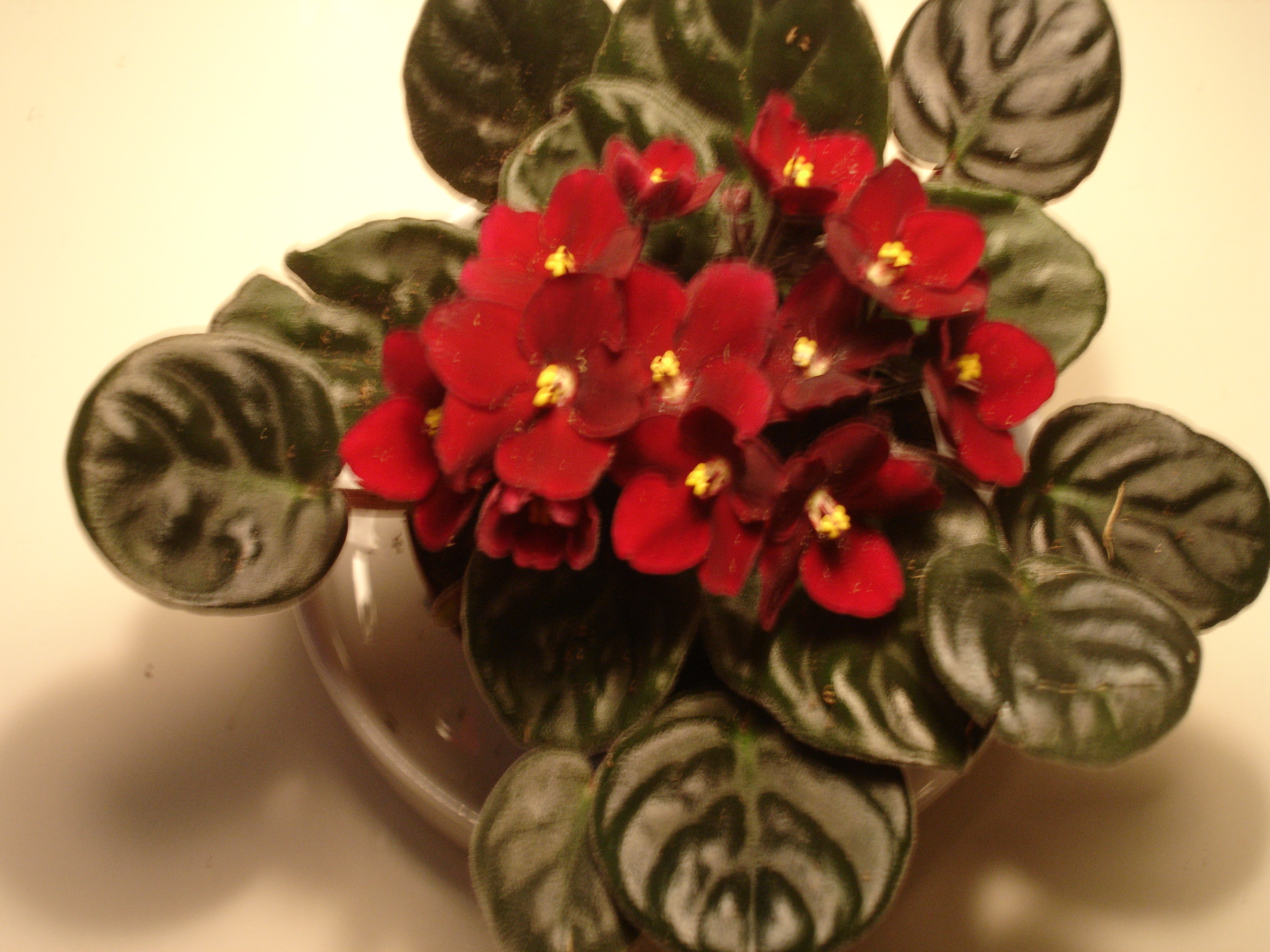
Africká fialka

Květy vyrůstají v řídkých vidlanech, popřípadě jednotlivě. Jsou rozlišeny na kalich a korunu. Kalich je tvořen pěti kališními lístky, koruna vznikla srůstem pěti korunních plátků. Podstatnými částmi květu jsou rostlinné reprodukční orgány: tyčinky a pestík. Tyčinky jsou samčí reprodkuční orgány, které se skládají z nitky a prašníku. Pestík je samičí reprodukční orgán, který vzniká srůstem plodolistů. Sestává z blizny, čnělky a semeníku. Barevná škála květů je velmi široká. Výjimkou nejsou ani květy žíhané.
Přestože rostlina může kvést kdykoliv během roku, v období od listopadu do března vytváří zpravidla méně květů.

## Nároky na stanovištní podmínky

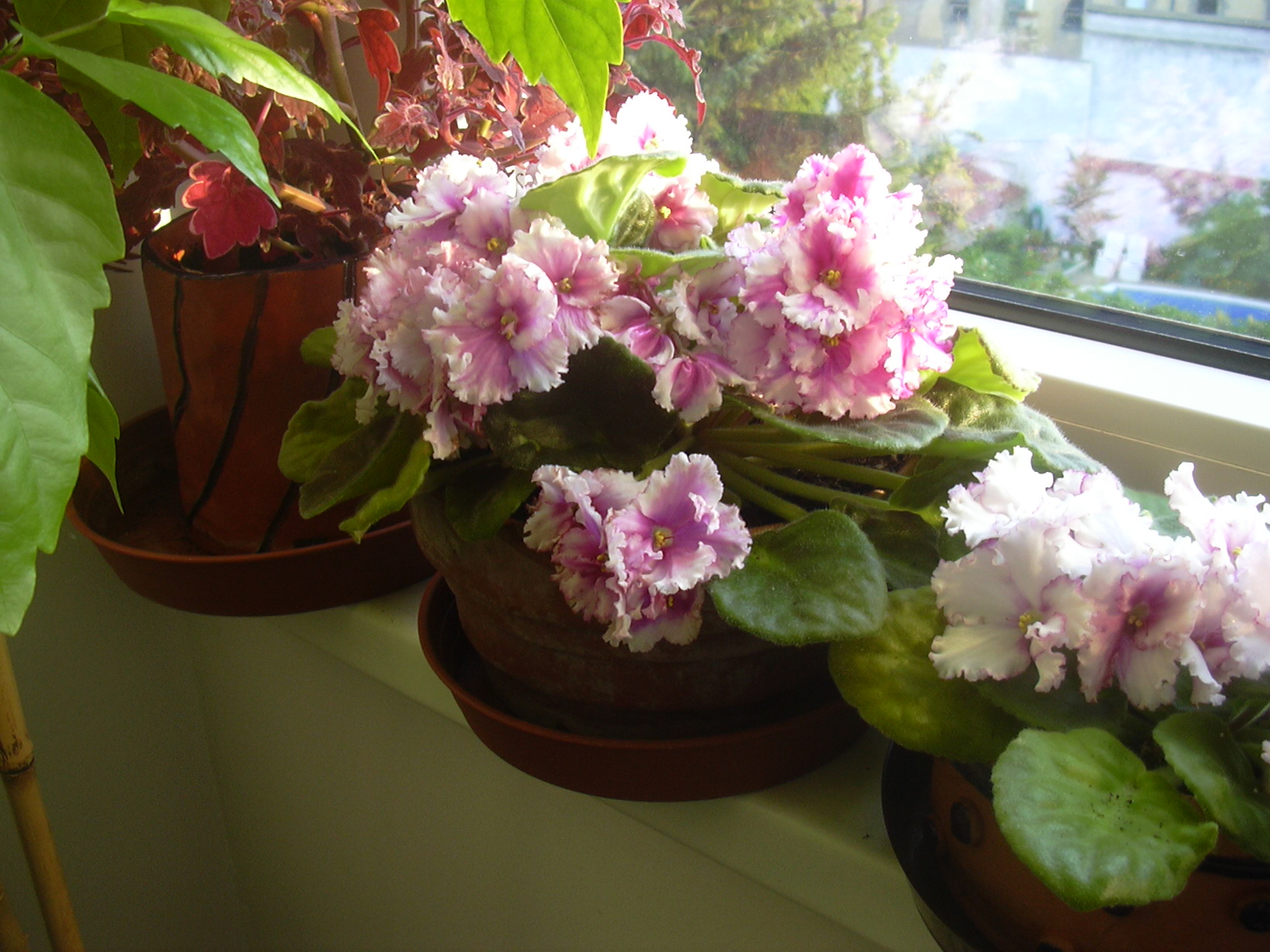
Saintpaulia

Pro pěstování afrických fialek je třeba dodržovat vhodnou zálivku, složení substrátu pro mladé a dospělé rostliny, světelné i teplotní podmínky a vhodné hnojení.

### Světlo
Světlo je velmi důležitým činitelem pro život rostliny. Africké fialky v přírodě rostou na okrajích lesů a pasek, proto vyžadují jasné rozptýlené světlo. Většinou se pěstují na okenních parapetech, které jsou po část dne ozařované slunečními paprsky. Je však třeba chránit rostliny před poledním úpalem.
Některé druhy se před přímým žárem chrání uzavíráním růžice listů. Listy mohou žloutnout a ztrácet přirozený lesk. Často také dochází k deformacím listových čepelí a květů. Při nedostatku světla rostlina přestává kvést nebo kvete jen zřídka.

### Teplota
Ve volné přírodě rostou fialky v rozmezí 15 až 27 °C. Klesne-li teplota pod 15 °C na delší dobu, listy se začnou kroutit dolů, květy budou deformované a bez výrazného zbarvení. Teplota v rozmezí 20–25 °C je pro pěstování fialek nejvýhodnější. Pro založení květů jsou optimální teploty 20 až 22 °C ve dne a 18 až 20 °C v noci. Rostlina špatně snáší náhlé změny teploty a průvan. Sníží-li se teplota pod 10 °C, rostlina začne hynout nebo přestane růst.

### Substrát
Africké fialky se vyskytují ve vlhkých tropických lesích ve skalních štěrbinách či převisech. Většinou rostou na kamenitém nebo hlinitém podkladu. Hybridní fialky se nejčastěji pěstují ve speciálně sestavených směsích, substrát musí být lehký a provzdušněný. V silně kyselých půdách rostlinám vadnou poupata a žloutnou listy. Ideální jsou substráty kyselé (pH 5,5) až neutrální (pH 7).

### Vlhkost vzduchu
Vlhký vzduch je velmi důležitý faktor pro kvetení fialek. V teplém a suchém vzduchu rostliny příliš neprospívají. Pokud se fialky nacházejí v prostorech s nízkou vlhkostí vzduchu, je třeba tuto vlhkost zvýšit, a to buď rozmístěním několika lahví s vodou mezi rostliny (odpařováním vody z lahví se zvýší vlhkost) nebo zvlhčovat vzduch rosením (rosení navíc fialkám smývá nečistoty z listů).

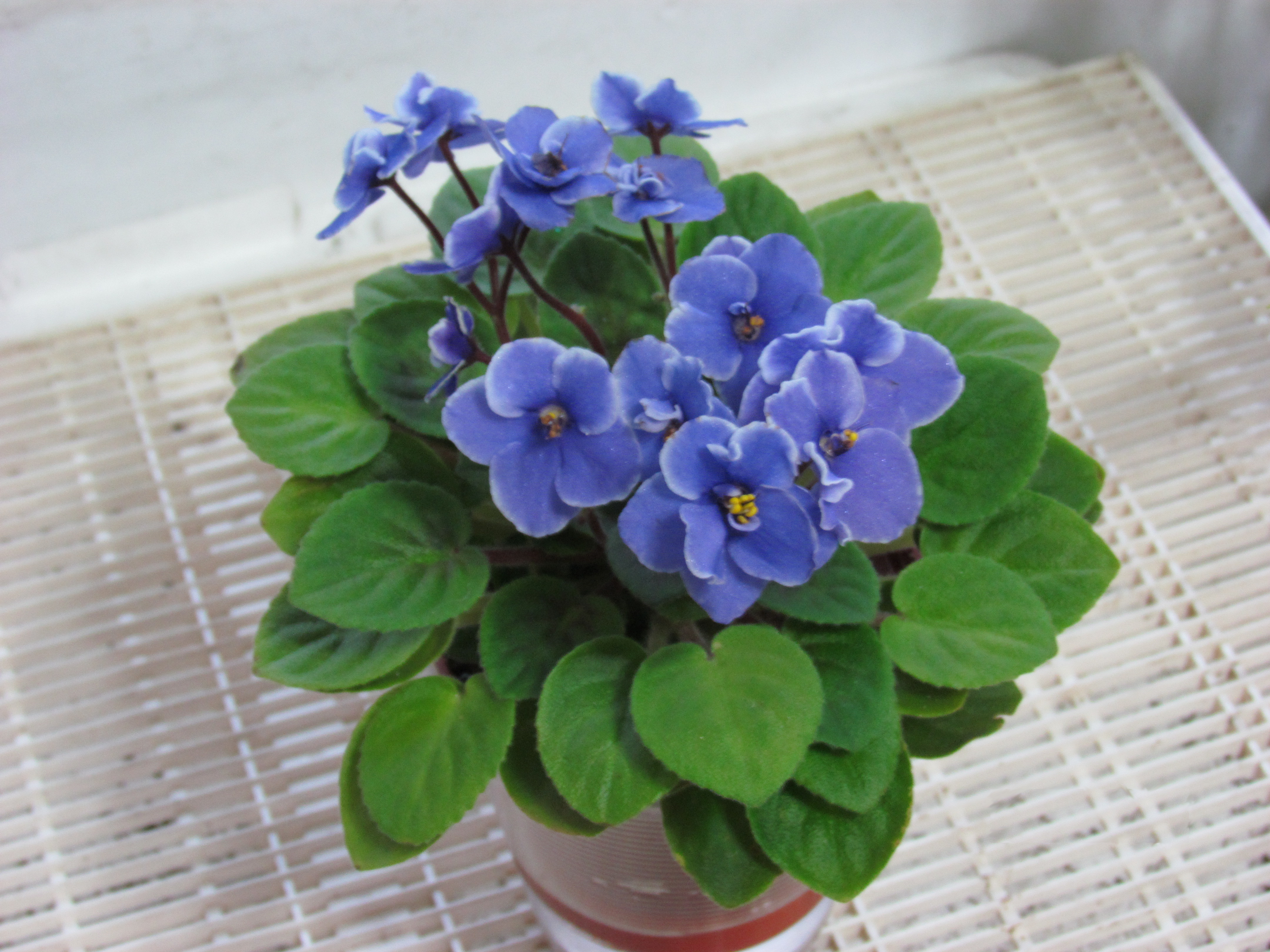
Jedna z barevných variant

### Zálivka
Africké fialky snášejí mnohem lépe sucho než nadbytek vody. Časté zalévání a přemokřování vede k uhnití rostliny. Zemina se však nesmí nechat ani přeschnout. Rostlina se zalévá jednou až dvakrát týdně a zalévání je vhodnější provádět do misky. Přibližně jednou za měsíc je vhodné rostliny zalít vrchem, aby došlo k propláchnutí solí nahromaděných na povrchu zeminy. Zaléváme zásadně vodou o pokojové teplotě nebo o něco málo teplejší. Příliš studená voda může způsobit nachlazení kořenů a hnědnutí listů.

### Hnojení
Nadbytek i nedostatek živin způsobují poruchy metabolismu rostliny, proto musí být výživa afrických fialek vyvážená. V období plné vegetace je třeba hnojit častěji a v období odpočinku se rostlina hnojí jen velmi málo. Základními živinami jsou draslík, dusík a fosfor. Draslík (K) reguluje vodní režim, má vliv na odolnost rostliny vůči chladu a suchu i vůči některým houbovým chorobám. Dusík (N) se do půdy dostává rozkladem organické hmoty a jeho nedostatek vede k nadměrnému vytahování listů a stonků nebo k nedostatečnému růstu a žloutnutí listů rozkladem chlorofylu. Nadbytek dusíku způsobuje nepřiměřený růst rostlin, které tak málo kvetou, jsou tmavě zelené a mohutné. Fosfor (P) plní v rostlinném těle roli přenašeče energie, při jehož nedostatku fialka přestává růst.

## Choroby a škůdci
Podobně jako ostatní rostliny i africké fialky trpí chorobami a škůdci. Není jich sice mnoho, ale při jejich větším výskytu mohou způsobit potíže. Vhodné je provádění pravidelných preventivních postřiků proti chorobám a škůdcům. Substrát pro výsevy a množení se navíc nechává sterilizovat teplem. Nové rostliny, které pocházejí z cizího prostředí, je vhodné izolovat od ostatních po dobu čtyř týdnů.

### Choroby
- Virová bronzovitost – Přenašeči této choroby jsou třásněnky, které také řadíme mezi škůdce afrických fialek. Příznaky jsou různé. Většinou rostlina přestává růst, deformuje se jí čepel a odumírají listy.
- Padlí saintpaulie – Tato choroba se nevyskytuje výhradně jen u afrických fialek, ale napadá širokou škálu ostatních rostlin. Její příčinou je houba, která vytváří na listech bílý povlak. Nejvhodnější ochranou je postřik rostlin.
- Hniloba kořenového krčku – Je způsobována houbami rodů Phytophthora a Pythium. Její přítomnost se projevuje žloutnutím, chřadnutím a rychlým odumíráním rostliny. Kořeny, kořenové krčky a báze řapíku hnědnou a hnijí. Šíří se prostřednictvím výtrusů. Houba, která způsobuje odumírání mladých rostlinek a řízků, se nazývá Rhizoctonia solani (kořenomorka bramborová). Šíří se pouze podhoubím a způsobuje černání kořenového krčku.
- Botryotiniová skvrnitost – Dříve nazývaná jako plíseň šedá. Napadá květy, listy i poupata. Na zelených částech rostliny se nacházejí šedohnědé skvrny. Na jejich povrchu se tvoří konidie, kterými se plíseň šíří. Plíseň vytváří na odumřelých částech sklerocia, jež slouží k přečkání nepříznivých období. Šíření plísně je podporováno vlhkostí prostředí, nedostatečnou výměnou vzduchu, velkým množstvím dusíku v substrátu a špatnými světelnými podmínkami. Je také třeba dbát o absolutní čistotu nádob a odstraňování všech odumřelých částí rostliny.

### Škůdci
- Háďátko skleníkové – Tento parazit z kmene hlístic způsobuje žluté vodnaté skvrny ostře ohraničené žilkami. Žije v listech a zde také klade svá vajíčka. Vhodnou ochranou proti háďátku je sterilizace půdy.
- Třásněnka západní – Dospělci třásněnky jsou 1 mm velcí, mají žlutou až hnědou barvu a šíří se letem. Třásněnka vytváří světlé skvrny na listech a někdy způsobuje deformaci listů. Vajíčka klade na povrch rostliny, ale larvy žijí hlavně v květech. Třásněnka také může přenášet virovou bronzovitost.
- Roztočík jahodníkový – Tento roztoč způsobuje zakrňování rostlin, hnědnutí listů a jejich deformace. Žije na spodku listů a vysává z nich buněčný obsah. Rostlinu před tímto parazitem ochráníme snížením vlhkosti vzduchu a použitím přípravku proti sviluškám.

## Zástupci
Známé druhy afrických fialek:
- Saintpaulia brevipilosa
- Saintpaulia confusa
- Saintpaulia difficilis
- Saintpaulia diplotricha
- Saintpaulia goetzeana
- Saintpaulia grandifolia
- Saintpaulia grotei
- Saintpaulia intermedia
- Saintpaulia ionantha
- Saintpaulia magungensis
  - Saintpaulia magungensis minima
  - Saintpaulia magungensis occidentalis
- Saintpaulia nitida
- Saintpaulia orbicularis
  - Saintpaulia orbicularis purpurea
- Saintpaulia pendula
  - Saintpaulia pendula kizarae
  - Saintpaulia pendula pendula
- Saintpaulia pusilla
- Saintpaulia rupicola
- Saintpaulia shumensis
- Saintpaulia teitensis
- Saintpaulia tongwensis
- Saintpaulia velutina